# Транспорт Французьких Південних і Антарктичних Територій
Транспорт Французьких Південних і Антарктичних Територій представлений повітряним (на Розсіяних островах в Індійському океані)  та водним (морським) , так як території не мають постійного населення, отже і місцевих систем громадського транспорту пасажирських перевезень . Площа країни дорівнює 55 км² (230-те місце у світі). Форма території країни — ряд архіпелагів, розкиданих на великій акваторії півдня Індійського і Південного океанів; максимальна дистанція, від острова Глоріозо на північ від Мадагаскару до Землі Аделі (Антарктида) — 8700 км, розміри найбільшого острова (Кергелен) — 120 x 140 км. Географічне положення Французьких Південних і Антарктичних Територій дозволяє контролювати морські транспортні шляхи в акваторії півдня Індійського океану, у водах Антарктики.

## Автомобільний
На жодному з островів, як і в Антарктиді жодних автомобільних шляхів не прокладено. На антарктичній дослідницькій станції Дюмон-Дюрвіль на Землі Аделі використовують гусеничний транспорт.

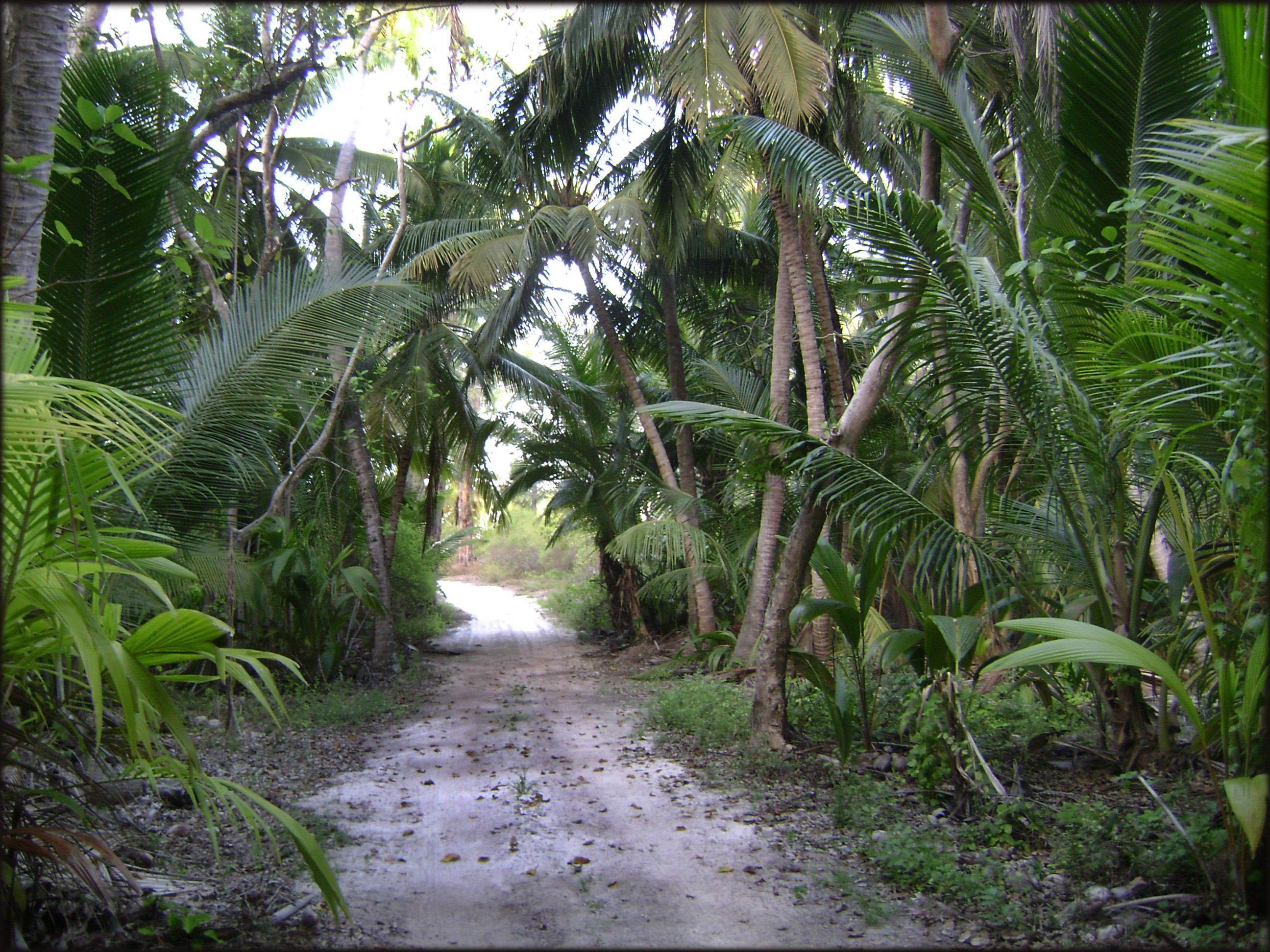
Стежки на острові Глорйоз
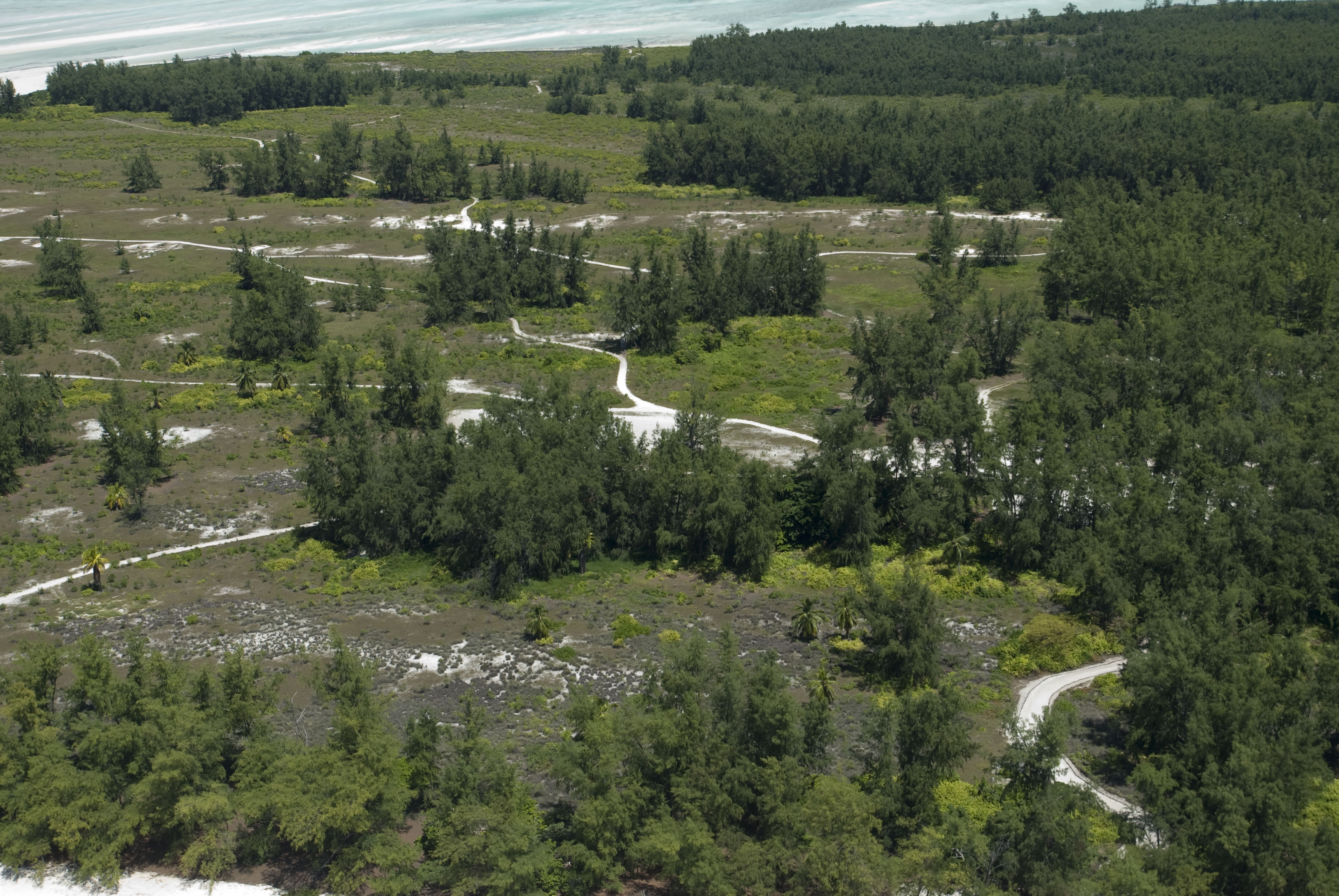
Дорога на острові Жуан-ді-Нова
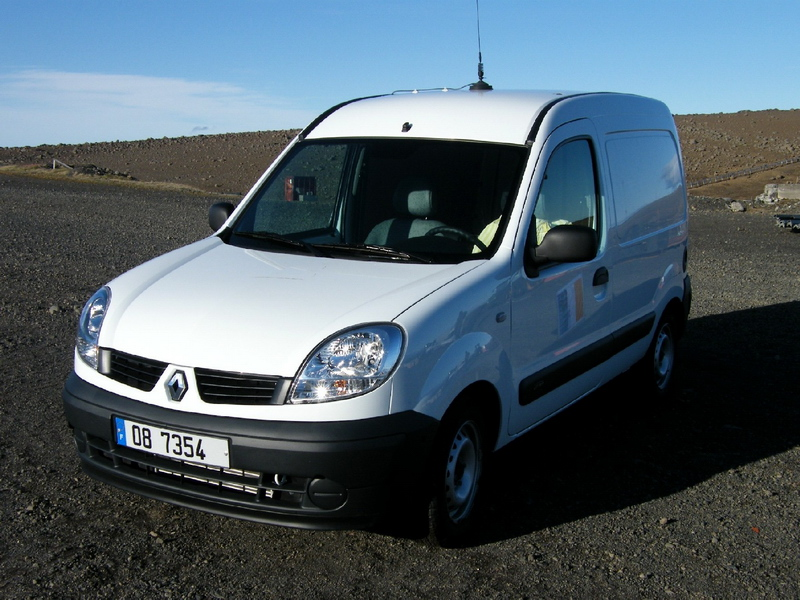
Автотранспорт на Кергелені

## Повітряний
У країні, станом на 2013 рік, споруджено 4 аеропорти (на островах Європа, Глоріозо, Жуан-ді-Нова і Тромлен) (191-ше місце у світі). Проте вони використовуються спорадично, бо острови не мають постійного населення і були оголошені заповідними територіями.

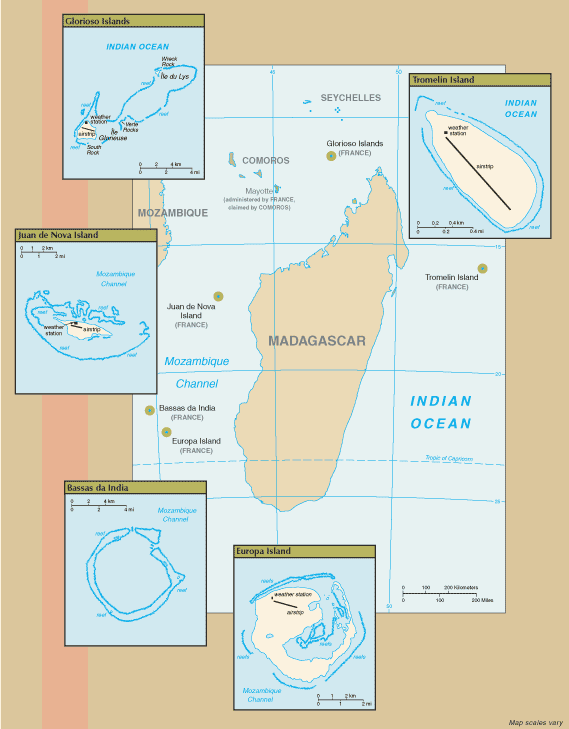
Карта аеродромів ФПАТ (фр.)
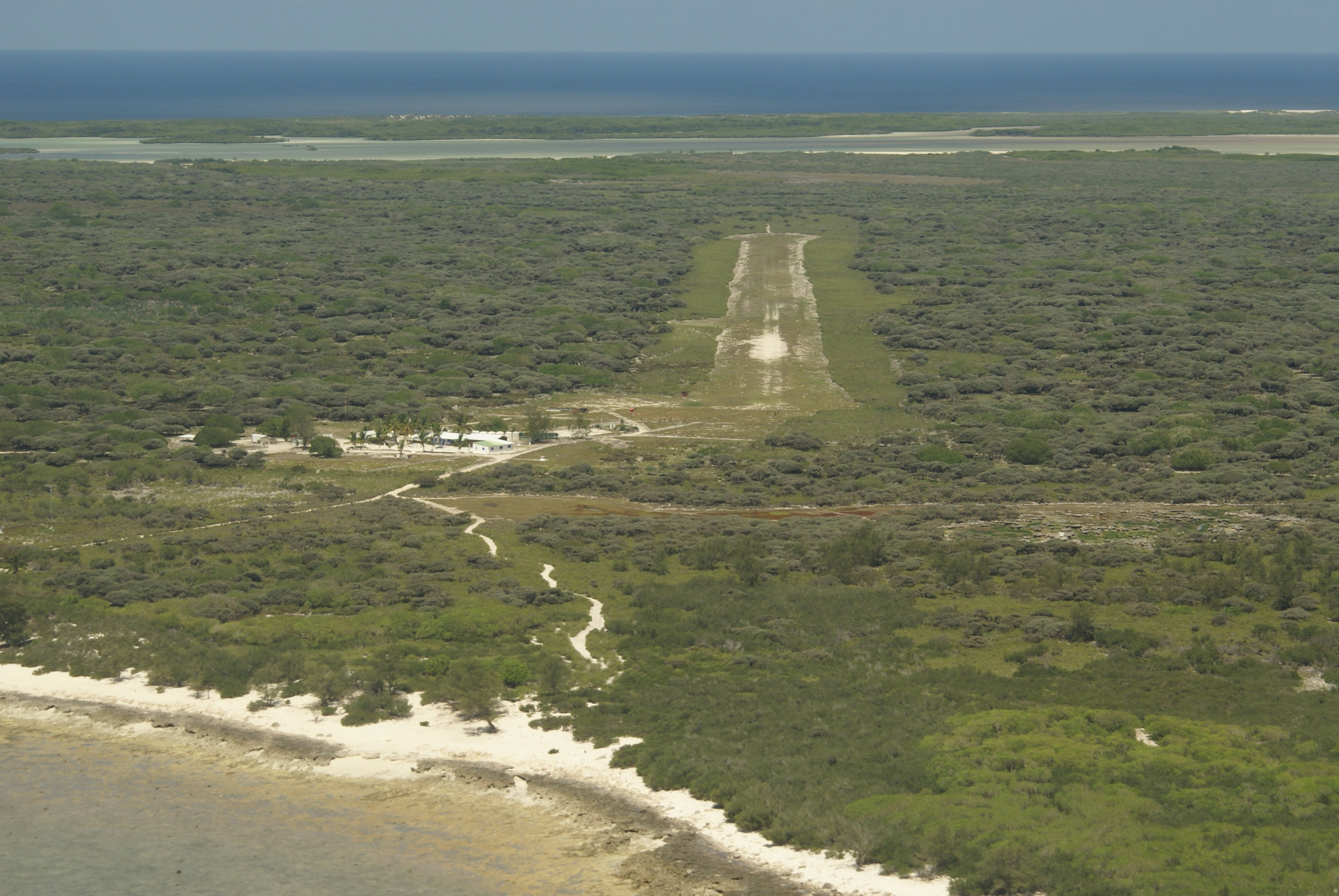
Летовище на острові Європа
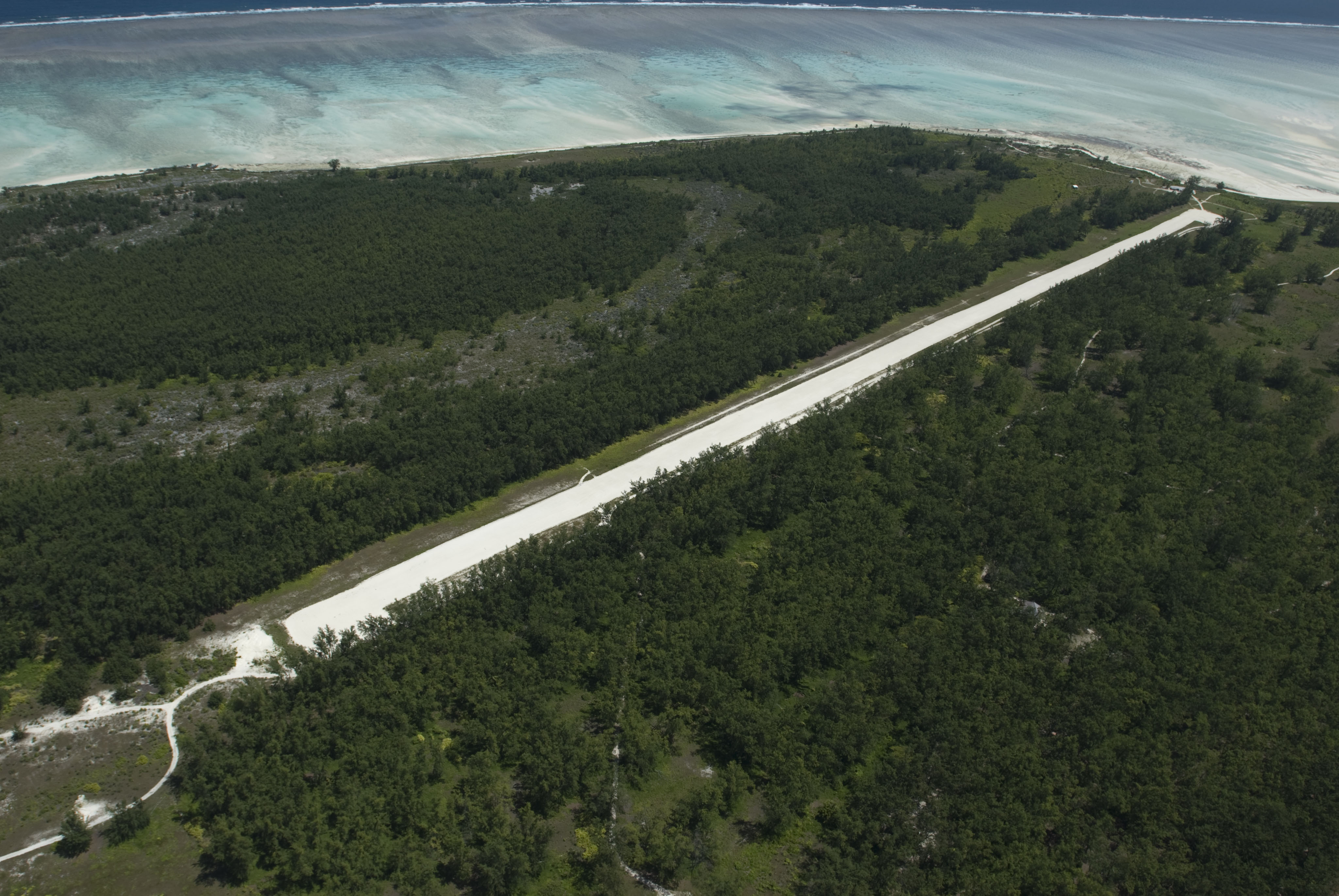
Ґрунтове летовище на острові Жуан-ді-Нова
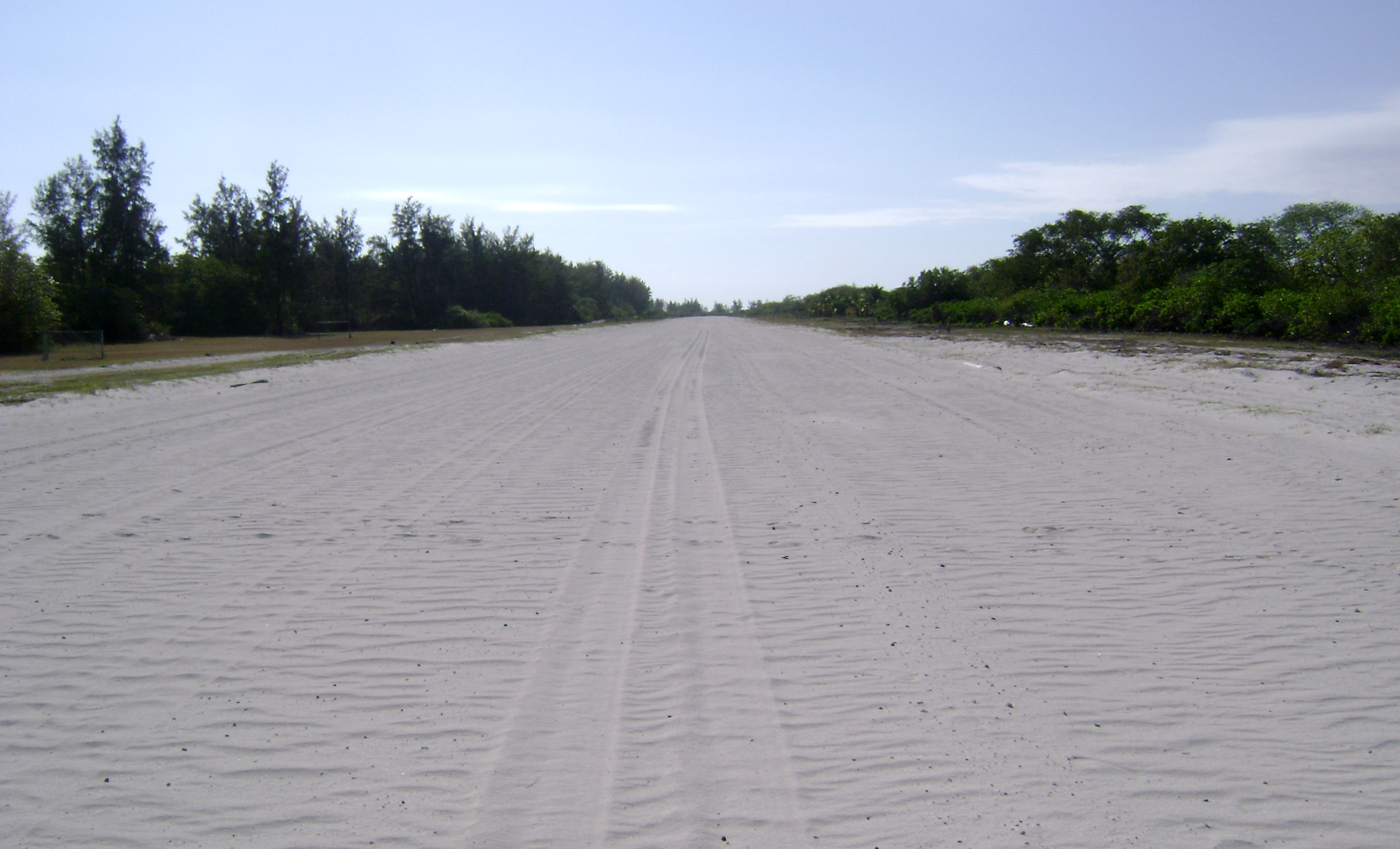
Ґрунтове летовище на острові Глорйоз
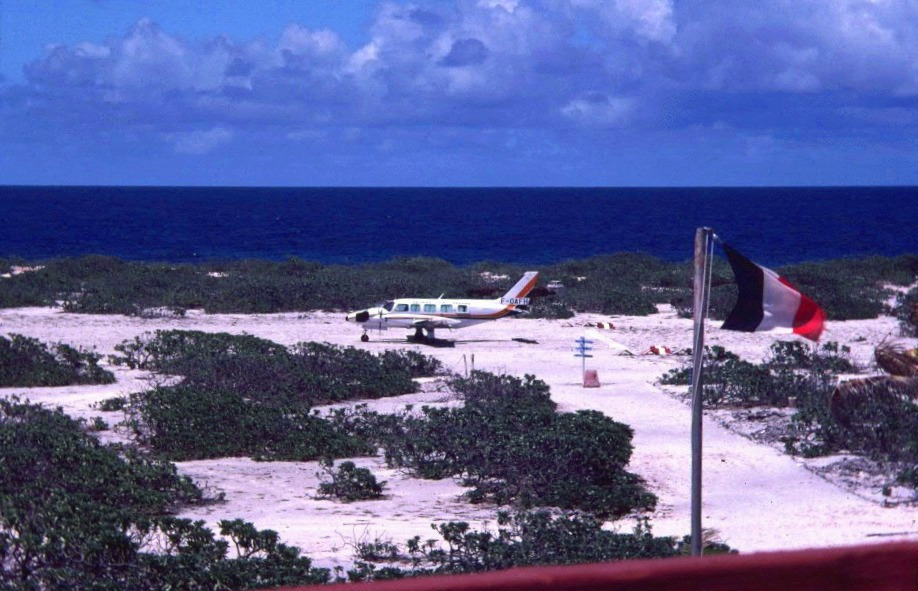
Летовище на острові Тромлен

Французькі Південні і Антарктичні Території не є членом Міжнародної організації цивільної авіації (ICAO), інтереси територій в міжнародній організації представляє Франція.

## Водний

### Морський
Жодних причалів не збудовано, лише якірні стоянки у відкритому морі.

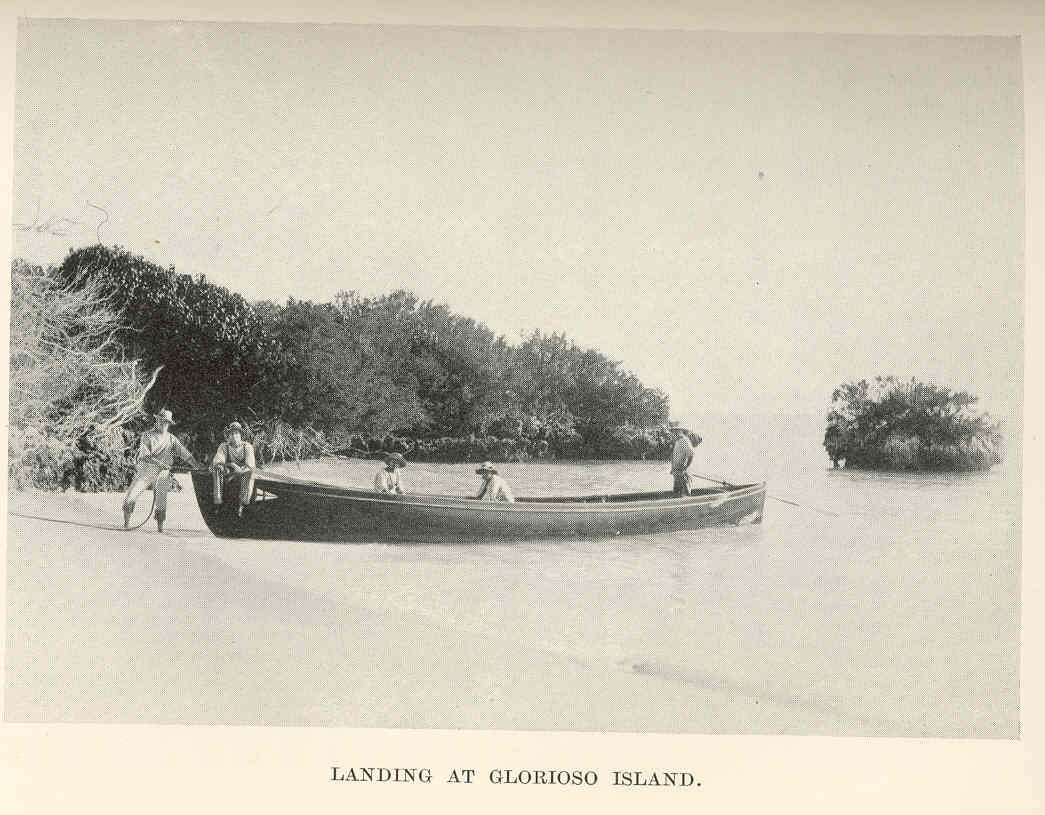
Човен на острові Глорйоз, 1908 рік
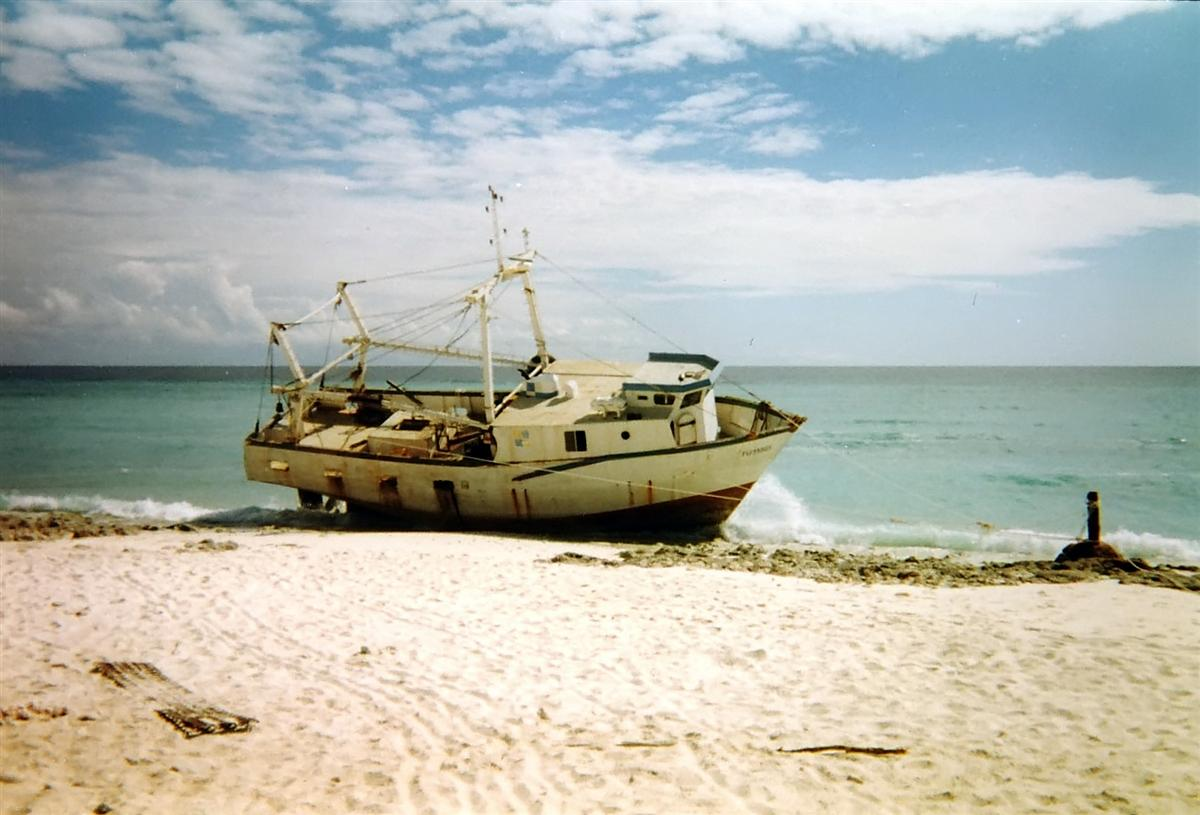
Корабель на мілині, острів Європа, 1997 рік
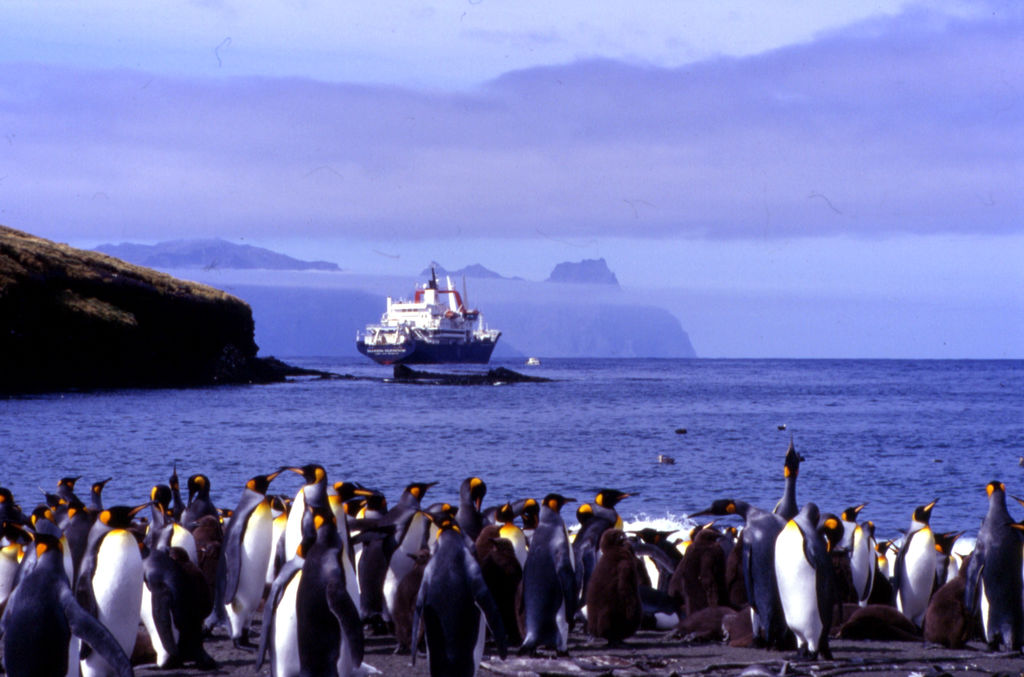
Французьке дослідницьке судно «Marion Dufresne» біля острова Крозе
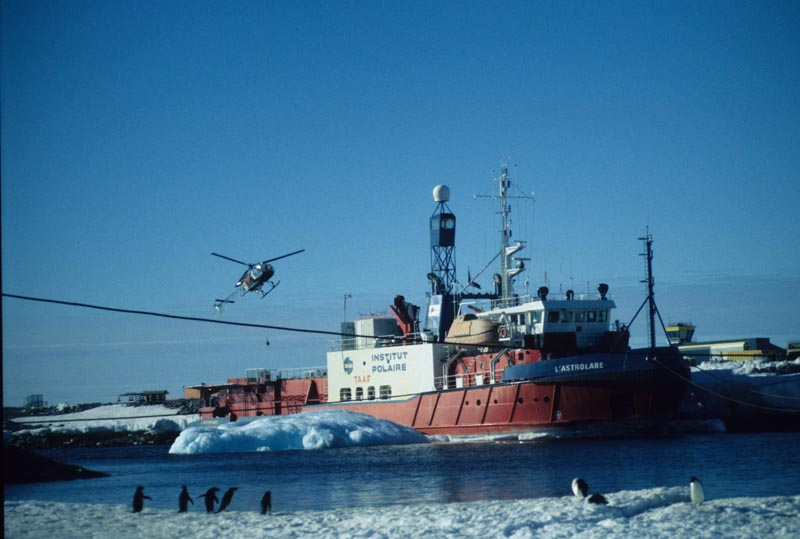
Французьке дослідницьке судно «L'astrolabe» на антарктичній станції Дюмон-Дюрвіль

## Державне управління
Франція здійснює управління транспортною інфраструктурою заморської території через міністерства заморських територій та екології, енергетики і океанів. Станом на 6 грудня 2016 року міністерства в уряді Бернара Казеньова очолювали міністри Еріка Берейт та Сеголен Руаяль, відповідно.

### Українською
- Атлас. 10-11 клас. Економічна і соціальна географія світу / упорядники :  О. Я. Скуратович, Н. І. Чанцева. — К. : ДНВП «Картографія», 2010. — ISBN 978-966-475-639-3.
- Атлас світу / голов. ред. І. С. Руденко ; зав. ред. В. В. Радченко ; відп. ред. О. В. Вакуленко. — К. : ДНВП «Картографія», 2005. — 336 с. — ISBN 9666315467.
- Безуглий В. В. Економічна і соціальна географія зарубіжних країн : Навчальний посібник. — К. : ВЦ «Академія», 2007. — 704 с. — ISBN 978-966-580-239-6.
- Безуглий В. В., Козинець С. В. Регіональна економічна і соціальна географія світу : Навчальний посібник. — видання 2-ге, доп., перероб. — К. : ВЦ «Академія», 2007. — 688 с. — ISBN 966-580-144-9.
- Головченко В., Кравчук О. Країнознавство: Азія, Африка, Латинська Америка, Австралія і Океанія. — К., 2006. — 335 с. — ISBN 966-8939-04-2.
- Дахно І. І. Країни світу: Енциклопедичний довідник / І. І. Дахно, С. М. Тимофієв. — К. : Мапа, 2011. — 606 с. — (Бібліотека нового українця) — ISBN 978-966-8804-23-6.
- Дахно І. І. Економічна географія зарубіжних країн : навчальний посібник. — К. : Центр учбової літератури, 2014. — 319 с. — ISBN 978-611-01-0682-5.
- Дорошенко В. І. Географія транспорту : Навчальний посібник / В. І. Дорошенко, К. Д. Діденко. — К. : Київський нац. ун-т ім. Т. Шевченка, 2010. — 183 с. — ISBN 978-966-439-329-1.
- Дубович І. А. Країнознавчий словник-довідник. — 5-те вид., перероб. і доп. — К. : Знання, 2008. — 839 с. — ISBN 978-966-346-330-8.
- Книш М. М., Мамчур О. І. Регіональна економічна і соціальна географія світу (Латинська Америка та Карибські країни, Африка, Азія, Океанія) : навч. посіб. — Л. : ЛНУ ім. Івана Франка, 2013. — 368 с. — ISBN 978-617-10-0007-0.
- Економічна і соціальна географія країн світу : Навчальний посібник / За ред. С. П. Кузика. — Л. : Світ, 2002. — 672 с. — ISBN 966-603-178-7.
- Зарубіжна транспортна географія : навчальний посібник / уклад. : Петрашевський О. Л. и др. — К. : Національний транспортний університет, 2015. — 95 с. — ISBN 978-966-632-227-5.
- Юрківський В. М. Регіональна економічна і соціальна географія. Зарубіжні країни : Підручник. — К. : Либідь, 2001. — 416 с. — ISBN 966-06-0092-5.

### Англійською
- (англ.) Modern Transport Geography / Hoyle, B. and R. Knowles (eds). — Second Edition,. — London : Wiley, 1998.
- (англ.) Rodrigue, J-P. The Geography of Transport Systems. — Fourth Edition. — N. Y. : Routledge, 2017. — 440 с. — ISBN 978-1138669574.
- (англ.) Taaffe E. J., Gauthier H. L. and O'Kelly M. E. Geography of transportation. — Second Edition. — N. Y. : Prentice Hall, 1996. — ISBN 0-13-368572-1.
- (англ.) Black, W. Transportation: A Geographical Analysis. — N. Y. : Guilford, 2003.

### Російською
- (рос.) Максаковский В. П. Географическая картина мира. Книга I: Общая характеристика мира. — М. : Дрофа, 2008. — 495 с. — ISBN 978-5-358-05275-8.
- (рос.) Максаковский В. П. Географическая картина мира. Книга II: Региональная характеристика мира. — М. : Дрофа, 2009. — 480 с. — ISBN 978-5-358-06280-1.
- (рос.) Физико-географический атлас мира. — М. : Академия наук СССР и главное управление геодезии и картографии ГГК СССР, 1964. — 298 с.
- (рос.) Шаповал Н. С. Транспортная география и транспортные системы мира : учебное пособие. — К. : Центр учбової літератури, 2006. — 188 с. — ISBN 000-0000-00-4.
- (рос.) Экономическая, социальная и политическая география мира. Регионы и страны / под ред. С. Б. Лаврова, Н. В. Каледина. — М. : Гардарики, 2002. — 928 с. — ISBN 5-8297-0039-5.
- (рос.) Энциклопедия стран мира / глав. ред. Н. А. Симония. — М. : НПО «Экономика» РАН, отделение общественных наук, 2004. — 1319 с. — ISBN 5-282-02318-0.